# Camilo Fernando Castrellón Pizano
Camilo Fernando Castrellón Pizano SDB (Santafé de Bogotá, 22 de setembro de 1942) é um ministro colombiano e bispo católico romano emérito de Barrancabermeja.
Depois dos votos temporários como salesiano de Dom Bosco, em 29 de janeiro de 1963, estudou filosofia no Estudiantado Filosófico Salesiano e depois teologia no Estudiantado Teologico El Porvenir.
Em 24 de dezembro de 1968 fez seus votos perpétuos. Em 1972, formou-se em teologia pela Pontifícia Universidade Javeriana de Bogotá e foi ordenado sacerdote em 2 de dezembro de 1972. Em seguida, trabalhou por um ano como vigário paroquial de Água de Dios, onde seu irmão Aloisius Variara já havia trabalhado. Em seguida, foi diretor da obra Bosconia-Programa Gamines de 1974 a 1976 e diretor da Ciudadela de los Muchachos para meninos de rua de 1979 a 1980. Finalmente, foi enviado para estudar na Universidade Pontifícia Salesiana de Roma, onde obteve a licenciatura em Educação em 1983 e a licenciatura em Psicologia em 1984.
Após seu retorno à Colômbia, foi responsável pela pastoral vocacional em sua província religiosa de 1985 a 1993, serviu como conselheiro provincial de 1989 a 1996 e foi delegado provincial do Capítulo Geral em 1991. Em 1993 licenciou-se novamente, desta vez em filosofia na Universidade Santo Tómas de Bogotá.
De 1994 a 1996 trabalhou como pároco do Santuário de Niño Jesús em Bogotá, de 1996 a 2001 como Superior Provincial da Província Colombiana.
Em 23 de abril de 2001 foi nomeado Bispo de Tibú pelo Papa João Paulo II e foi ordenado bispo em 6 de junho do mesmo ano pelo Arcebispo Beniamino Stella. 
Em 2 de dezembro de 2009 ele foi transferido para a Diocese de Barrancabermeja pelo Papa Bento XVI.
Em 29 de maio de 2020, o Papa Francisco aceitou a renúncia de Camilo Fernando Castrellón Pizano por motivos de idade.